# Mark Acres
Mark Richard Acres (Inglewood, California, 15 de noviembre de 1962) es un baloncestista estadounidense que jugó 6 temporadas en la NBA (de 1987 a 1993). Con 2,11 metros de altura, jugaba en la posición de pívot.

## Carrera
Fue seleccionado por Dallas Mavericks en la 16.ª posición de la 2.ª ronda en el Draft de la NBA de 1985 procedente de la Universidad de Oral Roberts, pero comenzó su carrera baloncestística en Europa jugando para el Pallacanestro Varese (Italia) (1985-1986) y en el Mariembourg Royale US-Namur (Bélgica) (1986-1987).
Luego militó 6 temporadas en la NBA, jugando para Boston Celtics (1987-1988, 1988-1989), Orlando Magic (1989-1990, 1990-1991, 1991-1992), Houston Rockets (1992-1993), y Washington Bullets (1992-1993).
Posteriormente volvió a Europa para jugar sus últimos años como profesional en el Braine (Bélgica) (1994-1995), TEC Spirou Charleroi (Bélgica) (1995-1996), CPH Spirou Gilly (Bélgica) (1996-1997) y Benfica Lisboa (Portugal) (1997-1998) retirándose del baloncesto a los 36 años de edad.

## Estadísticas de su carrera en la NBA

### Temporada regular
| Año     | Equipo     | PJ  | PT | MPP  | %TC  | %3P   | %TL  | RPP | APP | ROB | TPP | PPP |
| ------- | ---------- | --- | -- | ---- | ---- | ----- | ---- | --- | --- | --- | --- | --- |
| 1987–88 | Boston     | 79  | 5  | 14.6 | .532 | .000  | .640 | 3.4 | .5  | .4  | .3  | 3.6 |
| 1988–89 | Boston     | 62  | 0  | 10.2 | .482 | 1.000 | .542 | 2.4 | .3  | .3  | .1  | 2.2 |
| 1989–90 | Orlando    | 80  | 50 | 21.1 | .484 | .750  | .692 | 5.4 | .8  | .5  | .3  | 4.5 |
| 1990–91 | Orlando    | 68  | 0  | 19.3 | .509 | .333  | .653 | 5.3 | .4  | .4  | .4  | 4.2 |
| 1991–92 | Orlando    | 68  | 6  | 13.6 | .517 | .333  | .761 | 3.7 | .3  | .4  | .2  | 3.1 |
| 1992–93 | Houston    | 6   | 0  | 3.8  | .222 | .500  | .500 | 1.0 | .0  | .0  | .0  | 1.0 |
| 1992–93 | Washington | 12  | 7  | 20.5 | .600 | .000  | .714 | 5.1 | .4  | .3  | .5  | 4.8 |
| Total   | Total      | 375 | 68 | 16.0 | .506 | .538  | .665 | 4.1 | .5  | .4  | .3  | 3.6 |

### Playoffs
| Año     | Equipo | PJ | PT | MPP | %TC  | %3P  | %TL  | RPP | APP | ROB | TPP | PPP |
| ------- | ------ | -- | -- | --- | ---- | ---- | ---- | --- | --- | --- | --- | --- |
| 1987–88 | Boston | 17 | –  | 9.3 | .538 | .000 | .500 | 2.1 | .1  | .1  | .1  | 2.2 |
| 1988–89 | Boston | 2  | –  | 1.0 | .000 | .000 | .000 | .5  | .0  | .0  | .0  | .0  |
| Total   | Total  | 19 | –  | 8.4 | .519 | .000 | .500 | 1.9 | .1  | .1  | .1  | 1.9 |